# Аугуст Кунт
Аугуст Адолф Едуард Еберхард Кунт (Шверин, 18. новембар 1839 — Израелсдорф, 21. мај 1894) је био немачки физичар.
Кунт је рођен у Шверину у Мекленбургу. Своје научне студије почео је у Лајпцигу, али је после отишао на Универзитет у Берлину. У почетку се посветио астрономији, али под утицајем Хајнриха Густава Магнуса, окренуо се физици и дипломирао 1864. са тезом о деполаризацији светлости.
Године 1867, постао је приватдоцент на берлинском универзитету, а наредне године одабран је за професора физике у Циришкој политехничкој школи; онда, након годину или две проведене у Вирцбургу, позван је 1872. године у Стразбур, где је играо велику улогу у организацији новог универзитета, а учествовао је и у подизању физичког института. Коначно, 1888. године, отишао је у Берлин као Хелмхолцов наследник на месту председавајућег за експерименталну физику и директора берлинског физичког института. Умро је након продужене болести у Израелсдорфу, близу Либека, 21. маја 1894. године.
Као истраживач, Кунт је био посебно успешан у областима звука и светлости. Године 1866, развио је вредан метод за проучавање ваздушних таласа у цевима, базиран на чињеници да фино распоређен пудер, на пример ликоподијум, када је посут у унутрашњост цеви у којој се успоставља вибрирајући стуб ваздуха, тежи да се скупља у гомиле код чворова, па је стога могуће наћи растојање између тих чворова. Уопштавање тог метода омогућава одређивање брзине звука у разним гасовима. У области светлости, Кунтово име је најпознатије по његовим истраживањима на пољу аномаличне дисперсије, не само у течностима и гасовима, већ и у металима. Такође је обавио много огледа у магнето-оптици и успео је да покаже оно што Фарадеј није успео да примети - ротацију равни поларизације код одређених гасова под утицајем магнетске силе.